# Макдермотт, Дуг
Дуглас Ричард «Дуг» Макдермотт (англ. Douglas Richard "Doug" McDermott; родился 3 января 1992, Гранд-Форкс, Северная Дакота, США) — американский профессиональный баскетболист, выступающий за команду Национальной баскетбольной ассоциации «Сакраменто Кингз». На студенческом уровне играл за университет Крейтона. Сын главного тренера колледжа Грега Макдермотта. В колледже лидировал по количеству набранных очков в сезоне 2013/2014 NCAA. Трижды попадал в символическую сборную NCAA (2012—2014). Занимает пятое место в истории NCAA по количеству очков за сезон.
В 2011 году представлял национальную сборную США на чемпионате мира по баскетболу среди юношей до 19 лет.
На драфте 2014 года был выбран командой «Денвер Наггетс» под общим 11-м номером и в этот же день был обменян в «Чикаго Буллз».

## Школа
Макдермотт начал заниматься баскетболом в средней школе Эймса, штат Айова. Играл вместе с Харрисоном Барнсом на позиции форварда. Команда Эймса с Макдермоттом и Барнсом выиграла 53 матча подряд и стал чемпионом штата Айова. Как новичок набирал в среднем за матч 20,1 очко и совершал 7,8 подбора. Попал в символическую сборную штата.

## Колледж
Первоначально Макдермотт собирался поступать в университет Северной Айовы, однако после того, как его отец был назначен тренером Крейтона, Дуг решил перебраться туда. В первый год выступлений за «Блюджейз» игрок набирал в среднем 14,9 очка и совершал 7,2 подбора в среднем за матч. В 39 матчах начинал игру в стартовом составе. Макдермотт является обладателем рекорда конференции Missouri Valley по количеству набранных очков для новичка (581). В 2011 году он стал новичком года в конференции, а также попал в символическую сборную конференции впервые для игрока его колледжа с 1954 года. Лидировал в Крейтоне на турнире 2011 College Basketball Invitational, команда дошла до финала, где уступила Орегону.
Перед началом следующего сезона игрок попал в число соискателей приза имени Джона Вудена и приза Нейсмита.
На втором курсе Макдермотт был включен в символическую сборную All-America в сезоне 2011-12. Игрок стал первым из своего колледжа, кто попал в данную сборную. Также Макдермотт был признан игроком года в конференции Missouri Valley, став вторым представителем Крейтона после Букера Вудфокса, который получил эту награду в 2009 году. В сезоне 2011-12 Макдермотт набирал в среднем 22,9 очка за матч, что являлось третьим результатом в NCAA. С 801 набранным очком, 307 реализованными бросками с игры и процентом попаданий 48,6 с трёхочковой линии игрок попал в список лучших игроков сезона. Крейтон закончил сезон с результатом 29-6 и попал в третий раунд турнира NCAA. 26 марта 2012 года Макдермотт был включен в первую команду All American в своем виде спорта.
На третьем курсе в сезоне 2012-13 Макдермотт стал первым в NCAA по набранным очкам за сезон и вторым по очкам в среднем за матч. Он установил рекорд колледжа по набранным очкам за сезон и очкам за карьеру. В итоге игрока вновь был выбран в первую команду All American.
25 апреля 2013 года Макдермотт объявил, что останется ещё на год в Крейтоне и не будет выставлять свою кандидатуру на Драфт НБА 2013 года.
28 февраля Макдермотт стал одним из десяти финалистов конкурса Нейсмита. В матче против «Провиденса» игрок набрал лучший показатель в карьере — 45 очков и перешагнул рубеж в 3,000 очков за карьеру. Также Макдермотт в первом сезоне за Крейтон был выбран в сборную конференции Big East. Игрок получил награду лучшему игроку года в конференции Big East, а также третий раз был включен в первую сборную All-American. Получив все главные награды, Макдермотт стал игроком года (Вудена, Нейсмита, AP, NABC, USBWA, а также Sporting News).
Макдермотт лидировал в NCAA по количеству набранных очков (в среднем 26,9) за матч. По окончании карьеры на уровне колледже, игрок попал на пятую строчку по количеству набранных очков в первом дивизионе NCAA (3,150), потеснив члена Баскетбольного зала славы Ларри Бёрда. Макдермотт стал первым игроком за 29 лет, который трижды попадал в первую сборную All-America. Также Макдермотт стал одним из трёх игроков в истории первого дивизиона, набравших более 3,000 очков и 1,000 подборов. Также он установил рекорд NCAA, набрав в 135 матчах более 9 очков.

## Профессиональная карьера
26 июня 2014 года Макдермотт был выбран на драфте НБА 2014 года в первом раунде под общим 11-м номером командой «Денвер Наггетс», и в этот же день был обменян в «Чикаго Буллз». В июле 2015 года Макдермотт вернулся в состав «Буллз» для участия в Летней лиге НБА 2015 года, где он набирал в среднем 18,8 очка и 4,4 подбора в пяти матчах, впечатлив нового главного тренера Фреда Хойберга. 30 октября «Буллз» активировали опцию третьего года в контракте новичка Макдермотта, продлив контракт до конца сезона 2016-17 года.
28 октября 2016 года «Буллз» активировали опцию четвертого года контракта Макдермотта, продлив его до конца сезона 2017-18 года. Среди других шагов того межсезонья «Буллз» также приобрели уроженца Чикаго Дуэйна Уэйда, для которого Макдермотт поменял свой игровой номер с № 3 на № 11 на сезон 2016-17. Во второй игре «Буллз» в сезоне Макдермотт набрал 23 очка со скамейки запасных в победе над «Индиана Пэйсерс».

### Оклахома-Сити Тандер (2017)
23 февраля 2017 года Макдермотт был обменян вместе с Таджем Гибсоном и незащищенным выбором второго раунда драфта 2018 года в «Оклахома-Сити Тандер» на Жоффре Ловерна, Энтони Морроу и Кэмерона Пэйна. 18 марта 2017 года Макдермотт набрал наибольшее количество очков в составе «Тандер», реализовав 8 из 9 бросков с игры, включая 4 из 5 трехочковых, и набрав 21 очко в победе над «Сакраменто Кингз».

### Нью-Йорк Никс (2017—2018)
25 сентября 2017 года МакДермотт был обменян вместе с Энесом Кантером и выбором второго раунда 2018 года в «Нью-Йорк Никс» на Кармело Энтони.

### Даллас Маверикс (2018)
8 февраля 2018 года МакДермотт был приобретен командой «Даллас Маверикс» в ходе трехстороннего обмена, в котором также участвовали «Никс» и «Денвер Наггетс». В своем дебюте за «Маверикс» двумя днями позже МакДермотт набрал восемь очков. 27 июня 2018 года он получил квалификационное предложение от «Маверикс», которое позже было отозвано.

### Индиана Пэйсерс (2018—2021)
6 июля 2018 года Макдермотт подписал трехлетний контракт с «Индиана Пэйсерс» на сумму 22 миллиона долларов.
1 мая 2021 года Макдермотт набрал 31 очко за карьеру, забросив шесть 3-очковых в победе над «Оклахома-Сити Тандер».

### Сан-Антонио Спёрс (2021—2024)
8 августа 2021 года МакДермотт перешел в «Сан-Антонио Спёрс». 12 марта 2022 года он получил травму правой лодыжки в матче против «Индиана Пэйсерс». Через четыре дня было объявлено, что Макдермотт выбыл до конца сезона.

### Возвращение в «Индиану» (2024)
8 февраля 2024 года Макдермотт был обменян обратно в «Индиану Пэйсерс» в рамках сделки с тремя командами, которая отправила Бадди Хилда в «Филадельфию Севенти Сиксерс».

### Сакраменто Кингз (2024—настоящее время)
16 октября 2024 года Макдермотт подписал контракт с «Сакраменто Кингз». 8 января 2025 года клуб гарантировал контракт игрока до конца сезона 2024/25.
21 июля 2025 года Макдермотт подписал новый однолетний контракт с клубом.

## Международная карьера
После первого сезона за Крейгтон, в 2011 году Макдермотт был выбран для участия в чемпионате мира по баскетболу среди юношей до 19 лет в Латвии. Выходил во всех девяти матчах в стартовом составе, в среднем на турнире набирал 11,3 очка за матч с процентом попаданий .501, а также совершал 6,1 подбора. Сборная США окончила турнир с результатом 7-2, в итоге заняла на турнире пятое место.

## Достижения
- Сборная NCAA : 2012, 2013, 2014
- Приз Нейсмита лучшему игроку года среди студентов : 2014
- Приз имени Оскара Робертсона : 2014
- Приз имени Джона Вудена : 2014
- Приз имени Адольфа Раппа : 2014
- Баскетболист года среди студентов по версии Sporting News : 2014
- Баскетболист года среди студентов по версии Associated Press : 2014
- Баскетболист года среди студентов по версии NABC : 2014
- Лидер сезона по набранным очкам в NCAA : 2014
- Баскетболист года конференции Big East : 2014
- Баскетболист года конференции Missouri Valley : 2012, 2013
- Чемпион конференции Missouri Valley : 2012, 2013
- MVP конференции Missouri Valley : 2012, 2013
- Первая сборная конференции Missouri Valley : 2011, 2012, 2013
- Первая сборная конференции Big East : 2014

## Статистика

### Статистика в НБА
| Сезон   | Команда       | Регулярный сезон | Регулярный сезон          | Регулярный сезон         | Регулярный сезон         | Регулярный сезон                      | Регулярный сезон                   | Регулярный сезон            | Регулярный сезон           | Регулярный сезон              | Регулярный сезон              | Регулярный сезон         | Серия плей-офф  | Серия плей-офф            | Серия плей-офф           | Серия плей-офф           | Серия плей-офф                        | Серия плей-офф                     | Серия плей-офф              | Серия плей-офф             | Серия плей-офф                | Серия плей-офф                | Серия плей-офф           |
| Сезон   | Команда       | Сыгранные матчи  | Матчи в стартовой пятёрке | Количество минут за игру | Процент попаданий с игры | Процент попадания трёхочковых бросков | Процент попадания штрафных бросков | Количество подборов за игру | Количество передач за игру | Количество перехватов за игру | Количество блок-шотов за игру | Количество очков за игру | Сыгранные матчи | Матчи в стартовой пятёрке | Количество минут за игру | Процент попаданий с игры | Процент попадания трёхочковых бросков | Процент попадания штрафных бросков | Количество подборов за игру | Количество передач за игру | Количество перехватов за игру | Количество блок-шотов за игру | Количество очков за игру |
| ------- | ------------- | ---------------- | ------------------------- | ------------------------ | ------------------------ | ------------------------------------- | ---------------------------------- | --------------------------- | -------------------------- | ----------------------------- | ----------------------------- | ------------------------ | --------------- | ------------------------- | ------------------------ | ------------------------ | ------------------------------------- | ---------------------------------- | --------------------------- | -------------------------- | ----------------------------- | ----------------------------- | ------------------------ |
| 2014/15 | Чикаго        | 36               | 0                         | 8,9                      | 40,2                     | 31,7                                  | 66,7                               | 1,2                         | 0,2                        | 0,1                           | 0,0                           | 3,0                      | 3               | 0                         | 3,2                      | 33,3                     | 50,0                                  | 100,0                              | 0,7                         | 0,3                        | 0,0                           | 0,0                           | 1,7                      |
| 2015/16 | Чикаго        | 81               | 4                         | 23,0                     | 45,2                     | 42,5                                  | 85,7                               | 2,4                         | 0,7                        | 0,2                           | 0,1                           | 9,4                      | Не участвовал   | Не участвовал             | Не участвовал            | Не участвовал            | Не участвовал                         | Не участвовал                      | Не участвовал               | Не участвовал              | Не участвовал                 | Не участвовал                 | Не участвовал            |
| 2016/17 | Чикаго        | 44               | 4                         | 24,5                     | 44,5                     | 37,3                                  | 88,1                               | 3,0                         | 1,0                        | 0,3                           | 0,1                           | 10,2                     | Не участвовал   | Не участвовал             | Не участвовал            | Не участвовал            | Не участвовал                         | Не участвовал                      | Не участвовал               | Не участвовал              | Не участвовал                 | Не участвовал                 | Не участвовал            |
| 2016/17 | Оклахома-Сити | 22               | 1                         | 19,5                     | 45,2                     | 36,2                                  | 70,6                               | 2,2                         | 0,6                        | 0,1                           | 0,0                           | 6,6                      | 5               | 0                         | 13,3                     | 50,0                     | 53,8                                  | -                                  | 1,0                         | 0,2                        | 0,2                           | 0,2                           | 5,0                      |
| 2017/18 | Нью-Йорк      | 55               | 1                         | 21,3                     | 46,0                     | 38,7                                  | 75,5                               | 2,4                         | 0,9                        | 0,2                           | 0,2                           | 7,2                      | Не участвовал   | Не участвовал             | Не участвовал            | Не участвовал            | Не участвовал                         | Не участвовал                      | Не участвовал               | Не участвовал              | Не участвовал                 | Не участвовал                 | Не участвовал            |
| 2017/18 | Даллас        | 26               | 3                         | 22,9                     | 47,8                     | 49,4                                  | 85,7                               | 2,5                         | 1,1                        | 0,3                           | 0,2                           | 9,0                      | Не участвовал   | Не участвовал             | Не участвовал            | Не участвовал            | Не участвовал                         | Не участвовал                      | Не участвовал               | Не участвовал              | Не участвовал                 | Не участвовал                 | Не участвовал            |
| 2018/19 | Индиана       | 77               | 1                         | 17,4                     | 49,1                     | 40,8                                  | 83,5                               | 1,4                         | 0,9                        | 0,2                           | 0,1                           | 7,3                      | 3               | 0                         | 9,7                      | 20,0                     | 0,0                                   | 50,0                               | 1,7                         | 1,3                        | 0,0                           | 0,3                           | 2,0                      |
| 2019/20 | Индиана       | 69               | 0                         | 19,9                     | 48,8                     | 43,5                                  | 82,8                               | 2,5                         | 1,1                        | 0,2                           | 0,1                           | 10,3                     | 4               | 0                         | 13,6                     | 26,7                     | 20,0                                  | -                                  | 0,8                         | 0,3                        | 0,3                           | 0,0                           | 2,5                      |
| 2020/21 | Индиана       | 66               | 29                        | 24,5                     | 53,2                     | 38,8                                  | 81,6                               | 3,3                         | 1,3                        | 0,3                           | 0,1                           | 13,6                     | Не участвовал   | Не участвовал             | Не участвовал            | Не участвовал            | Не участвовал                         | Не участвовал                      | Не участвовал               | Не участвовал              | Не участвовал                 | Не участвовал                 | Не участвовал            |
| 2021/22 | Сан-Антонио   | 51               | 51                        | 24,0                     | 46,2                     | 42,2                                  | 78,4                               | 2,3                         | 1,3                        | 0,3                           | 0,1                           | 11,3                     | Не участвовал   | Не участвовал             | Не участвовал            | Не участвовал            | Не участвовал                         | Не участвовал                      | Не участвовал               | Не участвовал              | Не участвовал                 | Не участвовал                 | Не участвовал            |
| 2022/23 | Сан-Антонио   | 64               | 0                         | 20,5                     | 45,7                     | 41,3                                  | 75,7                               | 2,2                         | 1,4                        | 0,2                           | 0,1                           | 10,2                     | Не участвовал   | Не участвовал             | Не участвовал            | Не участвовал            | Не участвовал                         | Не участвовал                      | Не участвовал               | Не участвовал              | Не участвовал                 | Не участвовал                 | Не участвовал            |
| 2023/24 | Сан-Антонио   | 46               | 0                         | 15,2                     | 44,2                     | 43,9                                  | 58,8                               | 1,0                         | 1,2                        | 0,2                           | 0,0                           | 6,0                      | Не участвовал   | Не участвовал             | Не участвовал            | Не участвовал            | Не участвовал                         | Не участвовал                      | Не участвовал               | Не участвовал              | Не участвовал                 | Не участвовал                 | Не участвовал            |
| 2023/24 | Индиана       | 18               | 0                         | 11,4                     | 40,6                     | 32,1                                  | 50,0                               | 0,6                         | 0,7                        | 0,3                           | 0,0                           | 4,2                      | 10              | 0                         | 6,4                      | 45,5                     | 37,5                                  | -                                  | 0,3                         | 0,7                        | 0,0                           | 0,2                           | 1,3                      |
|         | Всего         | 655              | 94                        | 20,2                     | 47,1                     | 41,0                                  | 80,6                               | 2,2                         | 1,0                        | 0,2                           | 0,1                           | 8,9                      | 25              | 0                         | 8,9                      | 36,8                     | 32,5                                  | 66,7                               | 0,7                         | 0,6                        | 0,1                           | 0,2                           | 2,4                      |

### Статистика в NCAA
| Сезон   | Команда | Конференция | Год обучения («FR» — 1 курс, «SO» — 2 курс, «JR» — 3 курс, «SR» — 4 курс) | Сыгранные матчи | Матчи в стартовой пятёрке | Количество минут за игру | Процент попаданий с игры | Процент попадания трёхочковых бросков | Процент попадания штрафных бросков | Количество подборов за игру | Количество передач за игру | Количество перехватов за игру | Количество блок-шотов за игру | Количество очков за игру |
| ------- | ------- | ----------- | ------------------------------------------------------------------------- | --------------- | ------------------------- | ------------------------ | ------------------------ | ------------------------------------- | ---------------------------------- | --------------------------- | -------------------------- | ----------------------------- | ----------------------------- | ------------------------ |
| 2010/11 | Крейтон | MVC         | FR                                                                        | 39              | 39                        | 29,1                     | 52,5                     | 40,5                                  | 74,6                               | 7,2                         | 1,2                        | 0,3                           | 0,1                           | 14,9                     |
| 2011/12 | Крейтон | MVC         | SO                                                                        | 35              | 35                        | 31,9                     | 60,1                     | 48,6                                  | 79,6                               | 8,2                         | 1,1                        | 0,2                           | 0,1                           | 22,9                     |
| 2012/13 | Крейтон | MVC         | JR                                                                        | 36              | 36                        | 31,6                     | 54,8                     | 49,0                                  | 87,5                               | 7,7                         | 1,6                        | 0,2                           | 0,1                           | 23,2                     |
| 2013/14 | Крейтон | Big East    | SR                                                                        | 35              | 35                        | 33,7                     | 52,6                     | 44,9                                  | 86,4                               | 7,0                         | 1,6                        | 0,2                           | 0,1                           | 26,7                     |
| Всего   | Всего   | Всего       | Всего                                                                     | 145             | 145                       | 31,5                     | 55,0                     | 45,8                                  | 83,1                               | 7,5                         | 1,3                        | 0,2                           | 0,1                           | 21,7                     |